# Schura (Trossingen)
Schura ist ein eingemeindeter Stadtteil von Trossingen, das Dorf liegt auf der Baar im Landkreis Tuttlingen.

## Geographie

### Geographische Lage

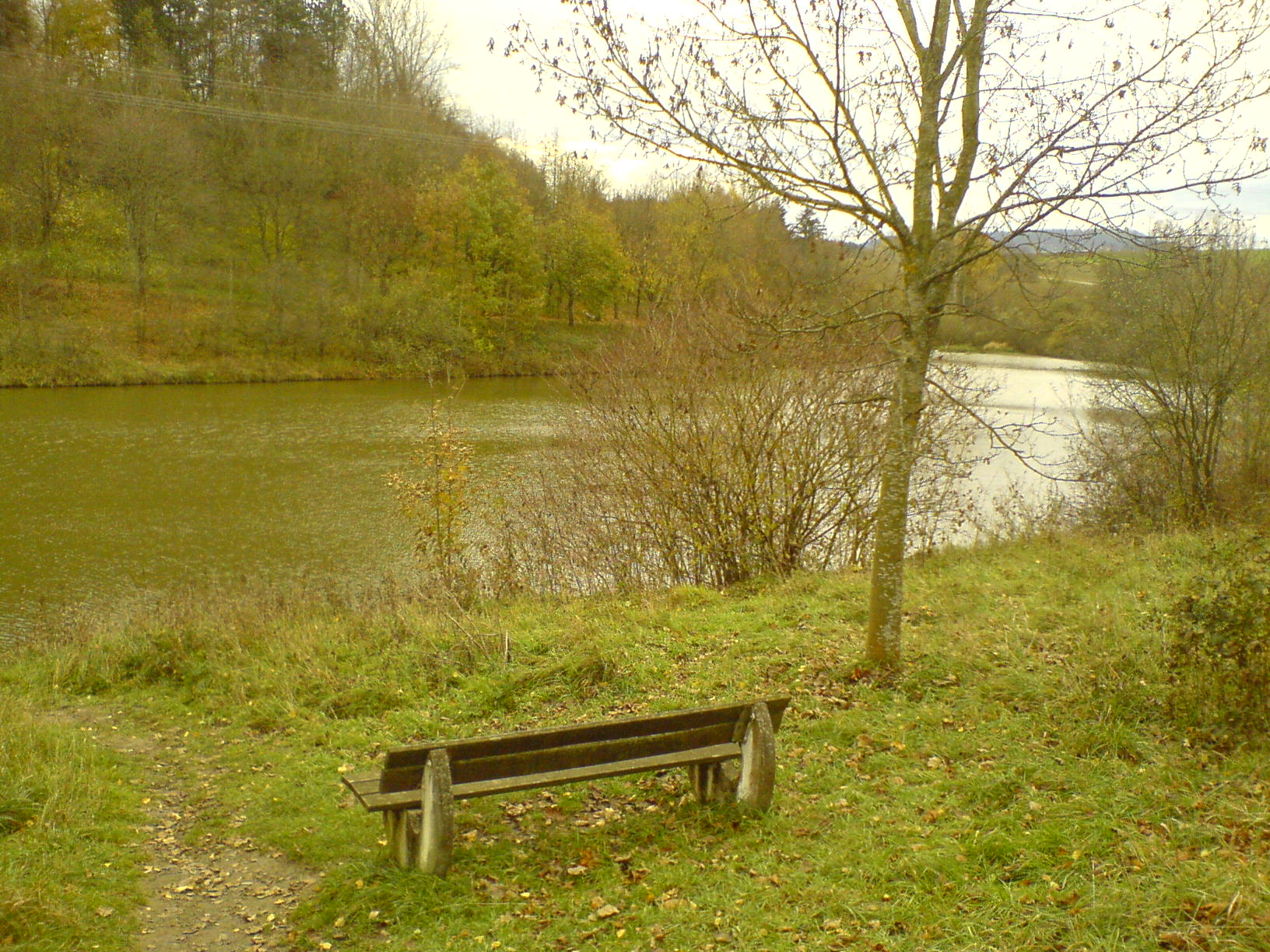
Der vom Trosselbach durchflossene Stausee Gaugersee im Naherholungsgebiet zwischen Trossingen und Schura

Schura liegt etwa einen Kilometer südlich von Trossingen, östlich der Bundesautobahn 81.
Durch den Ort fließt der Schönbach. Nur wenige hundert Meter nördlich des Bachlaufs durchzieht die Europäische Wasserscheide das Dorf in etwa auf einer Linie vom Friedhof zur Nachbarschaftsgrundschule. Oberflächenwasser aus dem Bereich südwestlich dieser Linie wird über den Schönbach, die Elta und die Donau ins Schwarze Meer entwässert, sofern es nicht bei Fridingen versickert; Oberflächenwasser aus dem Bereich nordöstlich der Wasserscheide wird vom Trosselbach über den Gaugersee in den Hagenbach entwässert und fließt weiter über die Prim, den Neckar und den Rhein in die Nordsee.
Der Hohenlupfen und der Hohenkarpfen sind zwei markante Berge in der näheren Umgebung.

### Nachbarorte
Nachbarorte von Schura sind (im Uhrzeigersinn): Aldingen, Spaichingen, Gunningen, Durchhausen, Talheim, Tuningen, Weigheim und Trossingen.

## Geschichte

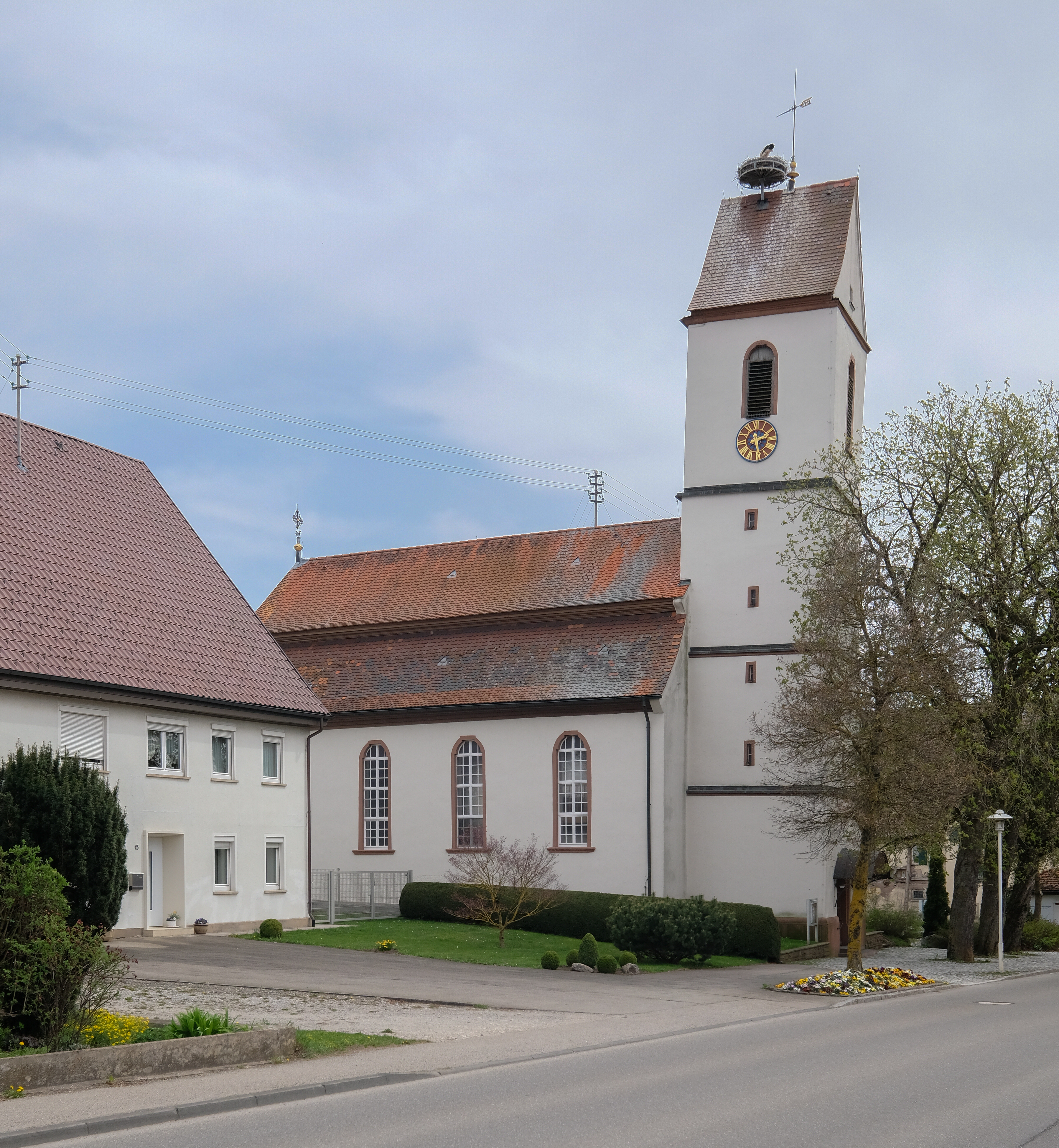
Evangelische Kirche in Schura

Vermutlich am 24. Juni 851 wurde der Ort als „Scurheim“ erstmals urkundlich erwähnt. Er war Teil der Bertholdsbaar und – wie Trossingen – Bestandteil der Herrschaft Lupfen. Im Jahr 1282 war Schura wie seine Nachbarorte Trossingen, Weigheim, Tuningen und Durchhausen Teil der Grafschaft Baar und wurde mit dieser an den Grafen Heinrich von Fürstenberg verliehen.
Seit 1444 war Schura württembergisch, es bestanden jedoch noch bis zu den Umwälzungen zu Beginn des 19. Jahrhunderts weiter Ansprüche anderer Herrschaften. Beispielsweise unterhielt das Domkapitel Konstanz in Schura eine Zehntscheuer. Die Zehntscheuer, die heute im Schuraer Wappen abgebildet ist, wurde 1739 errichtet und wegen Baufälligkeit
1968 abgebrochen.
Bereits seit 1733 bekamen die Schuraer Kinder Schulunterricht, der von einem Bauern in der Winterzeit erteilt wurde. Während der napoleonischen Zeit, Ende des 18. Jahrhunderts, wurde Schura von den Franzosen schwer geplündert.
Von einer Feuersbrunst am 7.–8. Mai 1849 waren 41 Familien betroffen.
Die große Armut der Bevölkerung wurde in der ersten Hälfte des 19. Jahrhunderts durch zahlreiche magere Ernten verstärkt, die Industrialisierung hatte die Baar zu dieser Zeit noch nicht erreicht. Deswegen wanderten um die 140 Menschen aus, die meisten davon nach Amerika.
Zur Jahrhundertwende erfuhr Schura eine positive Entwicklung, von der allgemeinen Prosperität im deutschen Kaiserreich und von der Industrialisierung Trossingens profitierte auch Schura. Während des Zweiten Weltkriegs wurden viele Schuraer zum Kriegsdienst eingezogen, wovon 32 fielen und sieben vermisst wurden. Als kleiner Ort blieb Schura allerdings politisch relativ unbedeutend. Mehrere Jagdbomberangriffe zerstörten 1945 auch Gebäude in Schura, wobei aber niemand zu Schaden kam.
Schura hatte bis ins 20. Jahrhundert den Charakter eines Straßendorfs, wurde aber seit den 1950er Jahren durch mehrere Neubaugebiete erweitert.
Am 1. Dezember 1971 ließ sich Schura im Zuge der baden-württembergischen Gebietsreform freiwillig nach Trossingen eingemeinden.

### Einwohnerentwicklung
Während des Dreißigjährigen Krieges hatte Schura im Jahr 1624 lediglich 15 Bürger.
Im Jahr 1807 wohnten immerhin 401 Personen in Schura. 1846 waren in Schura bereits 561 Einwohner sesshaft. Bis 1879 sank die Einwohnerzahl durch die Auswanderungswelle auf 546 und bis zum Tiefstand um 1900 auf 492. Im Jahr 1933 wohnten wieder 559 Menschen in Schura.
Nach dem Zweiten Weltkrieg wuchs die Bevölkerungszahl insbesondere durch Zuwanderung auf 596 im Jahr 1950, 830 im Jahre 1970, 1400 im Jahre 1996 und 1628 im Jahr 2003. Nach der Volkszählung 2011 betrug die Einwohnerzahl am 30. September 2012 noch 1616.

### Religion
Wie Trossingen ist auch Schura vorwiegend protestantisch geprägt. Die evangelische Kirche mit ihrem bekannten schiefen Turm (mit einem Neigungswinkel von 1,4 Grad und einem Überhang von 62 cm nach der letzten Messung von 2022) wurde 1737 erbaut. Lange Zeit als eine Filiale von Trossingen erhielt Schura 1846 einen Pfarrverweser und wurde 1894 selbstständige Pfarrei. Die Pfarrwohnung befindet sich im obersten Stockwerk des alten Schul- und Rathauses, welches 1846 an zentraler Stelle erbaut wurde und bis heute das Ortsbild prägt.

## Politik
Der Ortschaftsrat besteht aus acht Mitgliedern.
In Schura wurden für die Ortschaftsratswahlen einschließlich 2019 keine Wahlvorschläge abgegeben. Somit können die Schuraer über einen frei auszufüllenden Wahlzettel wählen, in den sie ihre Wunschkandidaten handschriftlich eintragen können. Ortsvorsteher bis 2019 war Dieter Kohler, seitdem hat Wolfgang Schoch dieses Amt inne.

## Wirtschaft und Infrastruktur

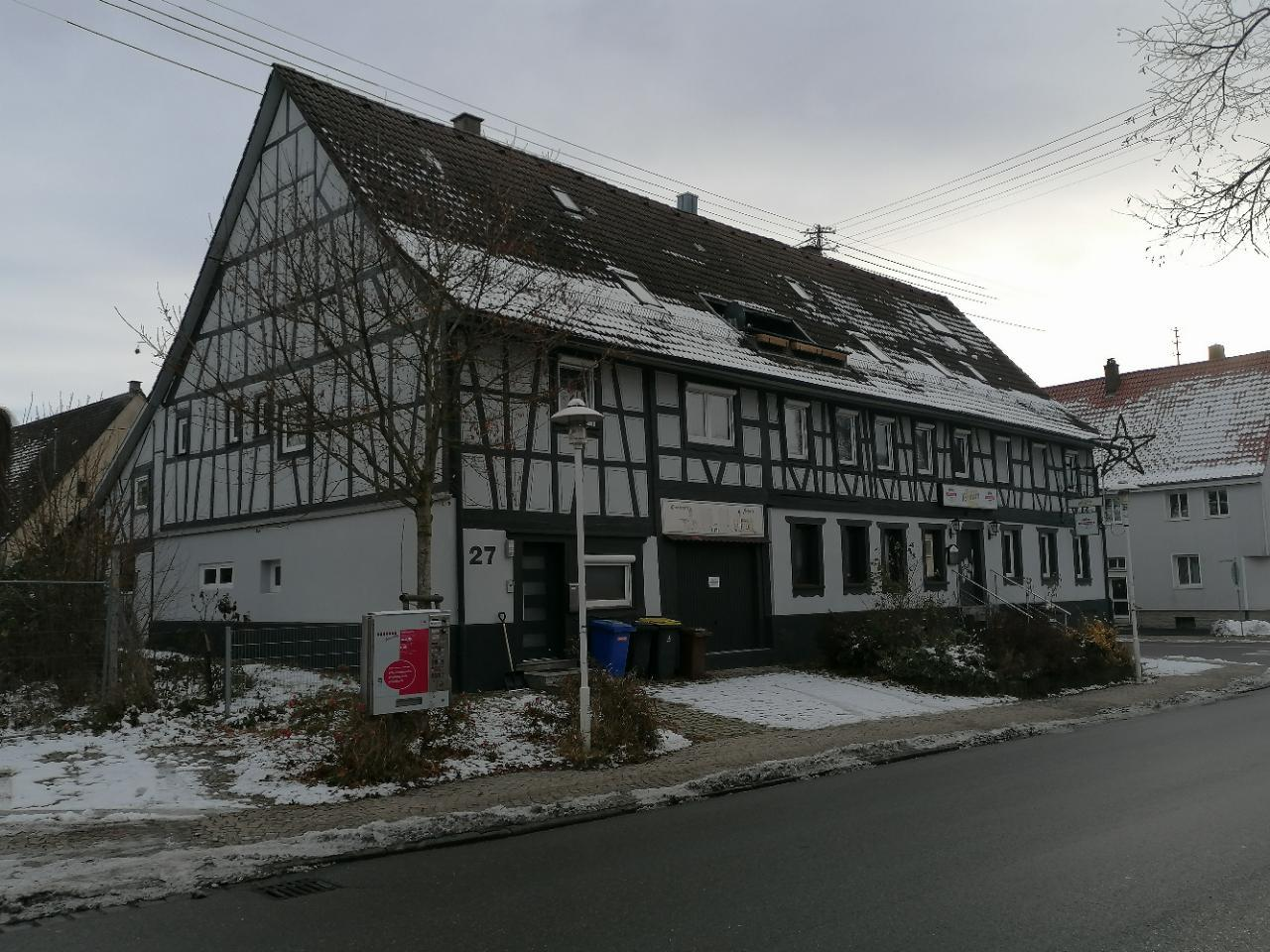
Die Gaststätte Holzwurm in der Ortsmitte

### Verkehr
Durch Schura führen Landes-, Kreis- und Gemeindestraßen. Der Ort ist ca. vier Kilometer von der Autobahnausfahrt Tuningen der Bundesautobahn 81 entfernt. Aufgrund des starken Verkehrsaufkommens wurde eine Umgehungsstraße im Südosten des Ortes gebaut und 2009 fertiggestellt.

### Einrichtungen
Schura hat einen Kindergarten, eine Grundschule, zwei Sportplätze, zwei Sporthallen, zwei Gaststätten, zwei kleine Lebensmittelläden (einer davon mit Biosortiment) und eine Landmaschinenwerkstatt.